# Tademaït
Tademaït är en platå i Sahara, ungefär mitt i Algeriet.